# Tadeusz Kwinta
Tadeusz Edward Kwinta (ur. 18 października 1938 w Krakowie) – polski aktor, reżyser, artysta kabaretowy, autor scenariuszy telewizyjnych, utworów scenicznych i wierszyków dla dzieci.

## Życiorys

### Wczesne lata
Urodził się i wychował w Krakowie. Jego matka występowała w teatrze i zaraziła go tą pasją. Należał do szkolnego kółka teatralnego. W młodości grał w piłkę nożną. W 1951 w wieku 13 lat zastąpił Romana Polańskiego w głównej roli Piotrusia w inscenizacji powieści Walentina Katajewa Samotny biały żagiel w adaptacji i przekładzie Władysława Bodnickiego w krakowskim Państwowym Teatrze Młodego Widza (dzisiejszy Teatr „Bagatela” im. Tadeusza Boya-Żeleńskiego) prowadzonym przez Marię Biliżankę. Z teatrem Billiżanki i radiowym zespołem „Wesoła Gromadka” przy ul. Karmelickiej współpracował do roku 1956, kiedy przygotowywano premierę przedstawienia Timur i jego drużyna, która nie doszła do skutku; sztuka radziecka nie mogła być wystawiana i pojawił się sprzeciw szkoły teatralnej, by tylko studenci występowali w teatrach argumentując to tym, że to wypacza charakter młodego człowieka. Po maturze złożył dokumenty na studia na kierunku architektury, zanim dostał się do krakowskiej PWST. Na ostatnim roku studiów zagrał Tartuffe’a w komedii Moliera Świętoszek (1960) w reż. Tadeusza Burnatowicza.

### Piwnica pod Baranami
W październiku 1956 – jako student pierwszego roku krakowskiej PWST – związał się z kabaretem Piwnica pod Baranami, gdzie rozpoczął występy w programach – Czym jest socjalizm, zdjętym przez cenzurę eseju Leszka Kołakowskiego, i Polska stajnia narodowa. W krakowskim kabarecie spędził kolejnych 15 lat, w latach 80. XX wieku zaczął się w nim pojawiać, a w 2001 powrócił na stałe.

### Kariera teatralna
Po studiach został zaangażowany przez Krystynę Skuszankę do Teatru Ludowego w Nowej Hucie, z którym był związany w latach 1960–1967, 1974–1979 i 1981–1986. W Teatrze Ludowym zadebiutował w roli policjanta w sztuce Jerzego Broszkiewicza Dziejowa rola Pigwy (1960) w reż. Jerzego Krasowskiego, wisiał jako Puk rozpięty na samych stopach na siatce, trzy metry nad ziemią i prowadził dialog, w szekspirowskim Śnie nocy letniej (1963) w reż. Lidii Zamkow-Słomczyńskiej, a potem wystąpił jako Iwan Kuźmicz Szpiekin w Rewizorze Nikołaja Gogola (1963) w reż. Józefa Szajny oraz Zemście Aleksandra hr. Fredry jako Wacław (1966) w reż. Olgi Lipińskiej i Papkin (1983) w reż. Stanisława Igara. Był związany z teatrami: Śląskim w Katowicach (1967–1969), Starym im. Heleny Modrzejewskiej w Krakowie (1969–1971), Rozmaitości w Krakowie (1971–1974), Komedia w Warszawie (1979–1981) i Teatrem im. Juliusza Słowackiego w Krakowie (1990–2004). W latach 1986–1990 pełnił funkcję dyrektora artystycznego Teatru Bagatela w Krakowie.
W 1960 po raz pierwszy wystąpił w Teatrze Polskiego Radia jako Czaplicki w Szczęśliwym dniu Stefana Żeromskiego w reż. Wojciecha Maciejewskiego. W latach 1967–1977 grał u Tadeusza Kantora w Teatrze Cricot 2, m.in. w Kurce Wodnej Witkacego (1967) w roli Efemera. Wyreżyserował Fircyka w zalotach Franciszka Zabłockiego (1974) z Krystyną Stankiewicz w krakowskim Teatrze Bagatela, pierwszą swoją sztukę Krawców szczęścia (1976) w Teatrze Ludowym w Nowej Hucie i Małego Księcia Antoine’a de Saint-Exupéry’ego (1991) w Teatrze STU. W 1974 zdobył I Wielką Nagrodą Publiczności i II nagrodę jury II Ogólnopolskiego Przeglądu Zawodowych Teatrów Małych Form w Szczecinie za rolę w monodramie Ciuchy historii wg Zbigniewa Załuskiego w adaptacji i reżyserii Ryszarda Filipskiego w Teatrze „Eref-66” w Krakowie. Wspólnie z grupą Rafała Kmity przez lata występował gościnnie na polskich scenach w spektaklu muzycznym Aj waj! Czyli historie z cynamonem, który miał swoją premierę w 2005.

### Kariera ekranowa
Na ekranie grał epizody w wielu filmach, w tym Monidło (1969) Antoniego Krauzego, Wiosna panie sierżancie (1974) Tadeusza Chmielewskiego i Rodzina Leśniewskich (1978) Janusza Łęskiego. Wsławił się rolą Myszowatego w kabarecie Olgi Lipińskiej Kurtyna w górę (1979–1981, 1984).
Stał się postacią powszechnie rozpoznawalną wśród młodych telewidzów dzięki występom w cyklu programu umuzykalniającego dla dzieci i młodzieży TVP1 Po prostu muzyka (1982–1983), za który w 1984 otrzymał nagrodę tygodnika „Ekran” – Złoty Ekran i Srebrnego Światowida za nowe techniki w programach edukacyjnych na Festiwalu Filmów Dydaktycznych w Łodzi. Potem zaistniał na telewizyjnym ekranie jako Sigma z programu edukacyjnego Przybysze z Matplanety (1983–1984). Jako aktor dubbingowy był narratorem serii Pampalini łowca zwierząt (1975–1980) i Och! Pampalini!!! (1987), a także w Bolku i Lolku (1986).

## Filmografia
- 1968: Wzgórze Marsa

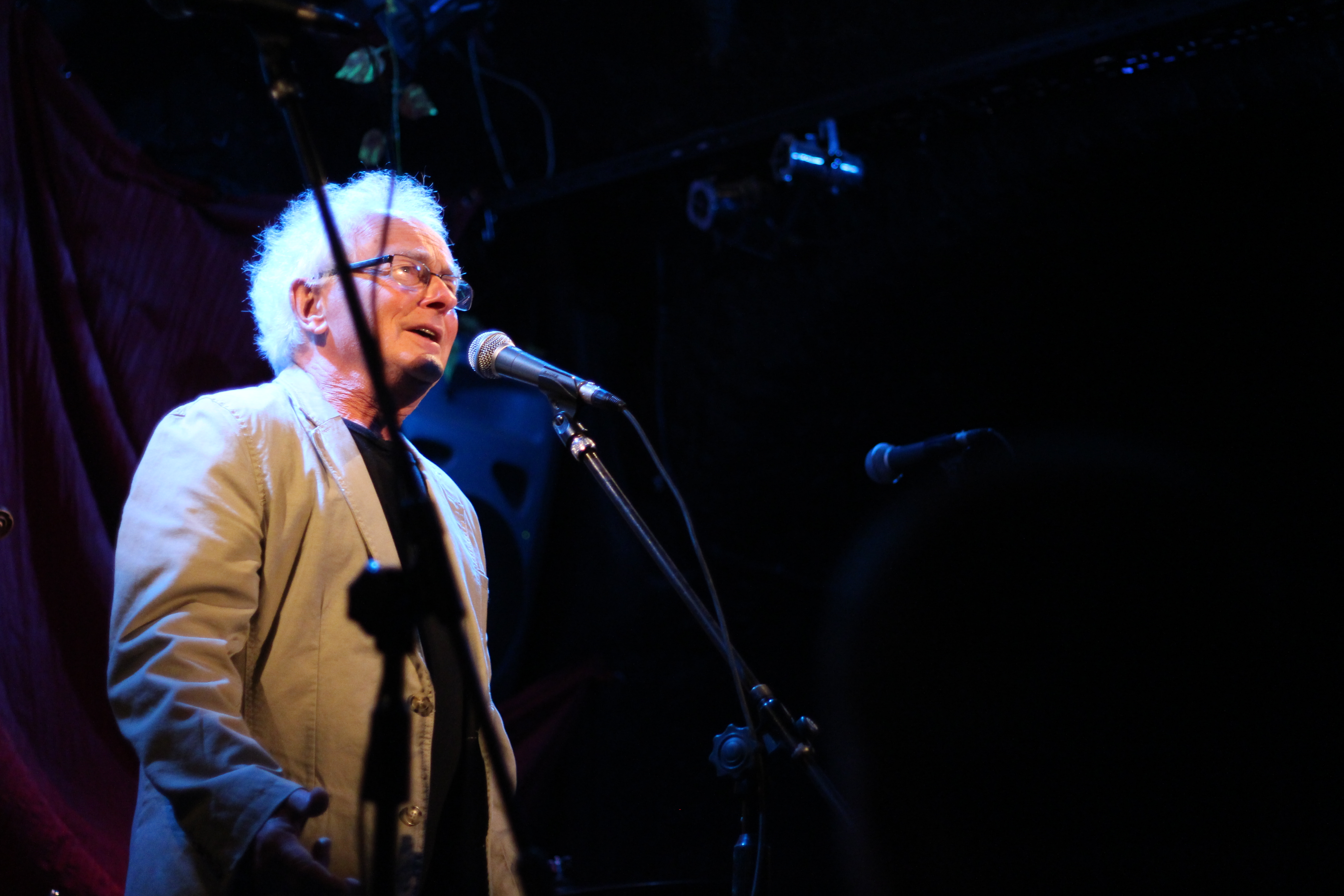
Tadeusz Kwinta na scenie Piwnicy pod Baranami podczas wieczoru Ryszarda Horowitza

- 1969: Monidło − Karol Pieczarkowski
- 1970: Południk zero − Filip
- 1972: Opis obyczajów − listonosz
- 1973: Hubal
- 1973: Gościnny występ − kierownik
- 1974: Wiosna panie sierżancie − Brożyna
- 1974: Orzeł i reszka − pracownik PGR-u poznany przez Nowaka w pociągu
- 1975-1983: Kangurek Hip-Hop − kangurek Hip-Hop (głos)
- 1977: Pampalini łowca zwierząt − Pampalini (głos)
- 1978: Rodzina Leśniewskich − cyrkowiec „Dziwny”
- 1978: Wysokie loty − zagraniczny gość na przyjęciu u Matusiaka
- 1980: Kto za? − Wojtek
- 1982-1983: Po prostu muzyka − cyrkowiec „Dziwny”
- 1983-1984: Przybysze z Matplanety −
  - Sigma,
  - Monitor (głos)
- 1984: Przeklęte oko proroka − oficer
- 1985: Oko proroka czyli Hanusz Bystry i jego przygody − oficer (odc. 3)
- 1986: Podróże kapitana Klipera –
  - kapitan Kliper (głos, pierwotna wersja odc. 1),
  - Szalony Roger (głos, pierwotna wersja odc. 1)
- 1995: Opowieść o Józefie Szwejku i jego najjaśniejszej epoce − lekarz (odc. 2)
- 1996: Opowieść o Józefie Szwejku i jego drodze na front −
  - włóczęga (odc. 3),
  - major Sojka (odc. 10)
- 1998: Syzyfowe prace − Płoniewicz (odc. 3)
- 1999: Trzy szalone zera − profesor Kosmacz
- 2000: Syzyfowe prace − Płoniewicz
- 2001-2004: Świat według Kiepskich −
  - Brzęczyszczykiewicz (odc. 77),
  - Wenancjusz Motyl (odc. 101),
  - profesor muzyki (odc. 170),
  - Zenon Grządziela (odc. 233)
- 2001: Klinika pod Wyrwigroszem − profesor (odc. 5)
- 2002-2010: Samo życie − profesor Jan Wilczyński
- 2006: Na dobre i na złe − profesor Grodecki (odc. 265)
- 2007: Kryminalni − profesor Janusz Bertold (odc. 74)
- 2011-2013: Galeria − ojciec Klemens
- 2018-2020: Korona królów − opat w Tyńcu
- 2019: Chory z urojenia − Belard
- 2020: Powołanie − profesor
- 2023: Strachy − archeolog Edward Gaska
- 2023: Figurant − aktor Piwnicy pod Baranami

### Polski dubbing
- 2001: Atlantyda. Zaginiony ląd – Gaetan „Mole” Moliére
- 2003: Atlantyda. Powrót Milo – Gaetan „Mole” Moliére
- 2006: Noc w muzeum – Teddy Roosevelt
- 2009: Noc w muzeum 2 –
  - Theodore Roosevelt,
  - figurki Alberta Einsteina
- 2014: Noc w muzeum: Tajemnica grobowca – Theodore Roosevelt

## Odznaczenia
W 2008 został odznaczony Srebrnym Medalem „Zasłużony Kulturze Gloria Artis”.